# Estrada europeia 805
A Estrada Europeia 805 ou E805 inicia-se na Póvoa de Varzim (  A 28 ) através da   A 7  e acaba perto de Vila Pouca de Aguiar na   A 24 .
Faz parte integrante do   IC 5 
Percurso:
| Percurso Intermédio    | Estrada do percurso |
| ---------------------- | ------------------- |
| Póvoa de Varzim        | A 28                |
| Vila Nova de Famalicão | A 3                 |
| Guimarães              | A 11                |
| Fafe                   |                     |
| Vila Pouca de Aguiar   | A 24                |